# 亞斯諾希爾卡 (頓內茨克州)
參數所指定的目標頁面不存在，建議更正成存在頁面或直接建立下列一個頁面（建立前請先搜尋是否有合適的存在頁面可以取代）：
- 亞斯諾希爾卡

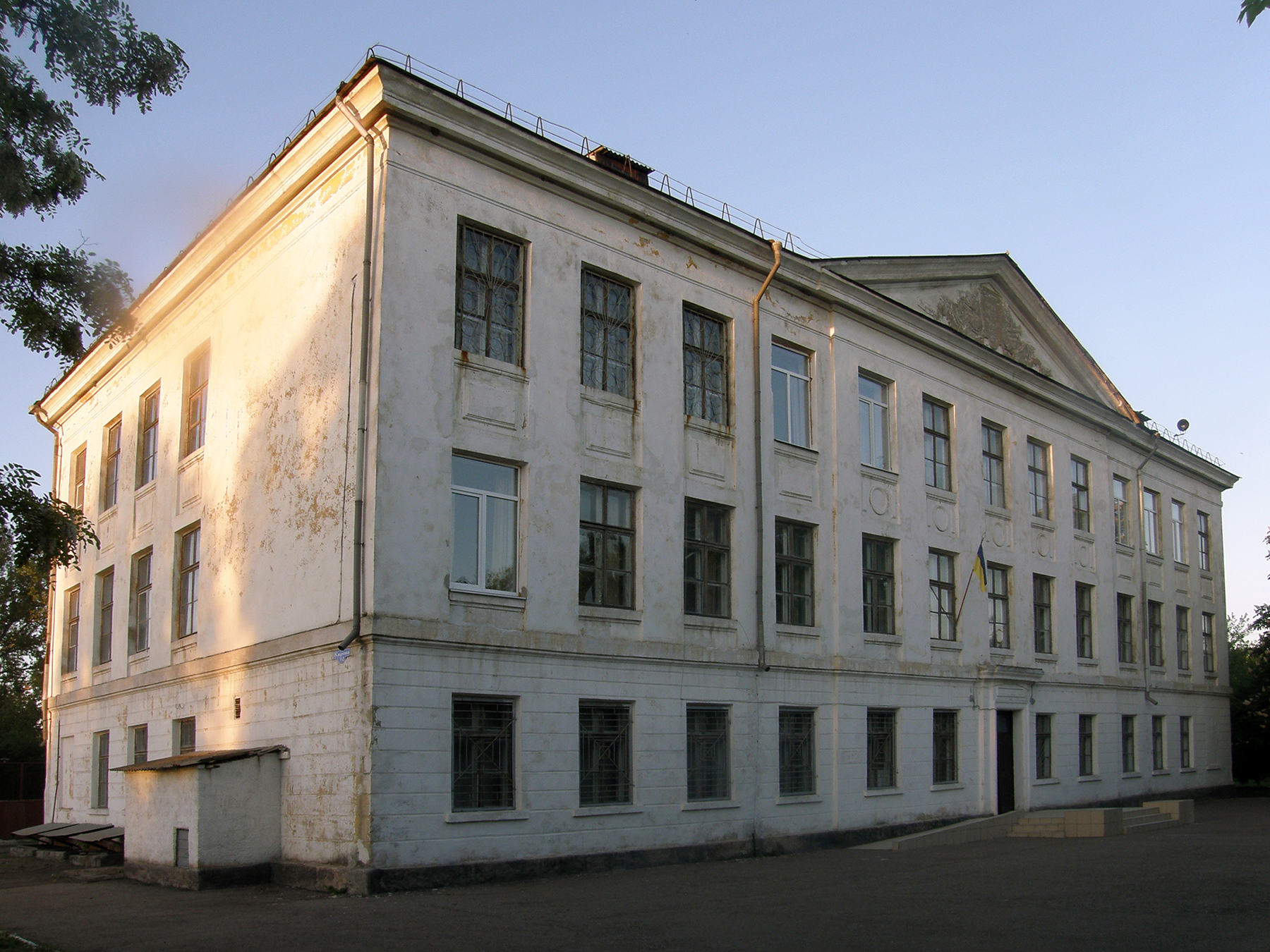
学校

亞斯諾希爾卡（羅馬化：Yasnohirka）是烏克蘭東部頓涅茨克州克拉马托尔斯克区克拉马托尔斯克市镇的鎮。處於卡曾內托雷茨河畔，面積12平方公里，海拔高度83米，2013年人口8,293，人口密度每平方公里691.08人。